# Boloria laterubra
Boloria laterubra är en fjärilsart som beskrevs av Ruggero Verity 1950. Boloria laterubra ingår i släktet Boloria och familjen praktfjärilar. Inga underarter finns listade i Catalogue of Life.